# Husni al-Za'im

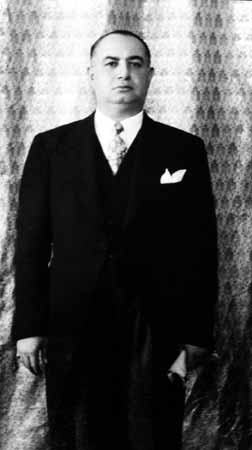
Husni al-Za'im

Husni al-Za'im (1897-1949) (en árabe: حسني الزعيم) fue un militar y político sirio. 
Husni al-Za'im, cuya familia es de ascendencia kurda, había sido oficial en el ejército otomano. Después de que Francia estableciera su mandato colonial de Siria tras la Primera Guerra Mundial, se convirtió en un oficial del ejército francés. Después de la independencia de Siria, fue nombrado jefe de Estado Mayor, y como tal comandó al ejército sirio en la guerra contra el ejército israelí en 1948. La derrota de las fuerzas árabes en la guerra que sacudió Siria, socavó la confianza en la democracia parlamentaria caótica del país.
El 11 de abril de 1949, al-Za'im tomó el poder en un golpe de Estado incruento que, de acuerdo con los registros desclasificados y las declaraciones de los exagentes de la CIA, fue patrocinado por los Estados Unidos. En julio de ese año entregó a Antún Saadeh y sus seguidores a las autoridades libanesas sólo unos días después de haber accedido a darles asilo, tras lo que serían fusilados. Adicionalmnete, apresó a su esposa, Juliette Elmir, en el monasterio de Saidnaya en la proximidades de Damasco, convirtiéndola en la primera presa política de la historia de Siria.